# Zbigniew Dregier
Zbigniew Dregier, né le 17 juillet 1935 à Cumań, en Pologne, est un ancien joueur polonais de basket-ball. Il évolue durant sa carrière au poste d'arrière.

## Palmarès
- Finaliste du championnat d'Europe 1963
- 3e du championnat d'Europe 1965, 1967